# Senna bauhinioides
Espèce
Senna bauhinioides est une espèce de plantes à fleurs dicotylédones de la famille des Caesalpiniaceae, ou des Fabaceae, sous-famille des Caesalpinioideae, selon la classification phylogénétique.

## Description morphologique

### Appareil végétatif
Cette plante basse aux tiges peu nombreuses mesure de 10 à 40 cm de hauteur. Les feuilles, paripennées, sont découpées en deux folioles de 2 à 5 cm de longueur.

### Appareil reproducteur
La floraison a lieu entre avril et août.
Les fleurs jaunes se présentent isolées, ou par petits groupes de deux ou trois, situées au bout d'un court pédoncule fixé à l'aisselle des feuilles. Chaque fleur mesure environ 1,3 cm de diamètre et présente une légère symétrie bilatérale. Le calice est composé de 5 sépales étroits ; la corolle de 5 pétales plus arrondis. Le pétale supérieur est plus dressé vers le centre de la fleur que les autres. Les organes reproducteurs comportent 10 étamines brunes, les trois plus hautes étant plus petites que les autres.
Le fruit est une capsule velue de 2 à 3,8 cm de long.

## Répartition et habitat
Cette plante vit dans le sud-ouest des États-Unis et dans le nord du Mexique. Sa limite nord va de l'Arizona au Texas.
Elle pousse sur les collines et replats des prairies arides et des déserts.